# タルブ
タルブ（Tarbes）は、フランス南部、オクシタニー地域圏の都市で、オート＝ピレネー県の県庁所在地である。ポー大学のタルブ・キャンパスがある。

## 関係者

### 出身人物
- フェルディナン・フォッシュ：陸軍元帥
- テオフィル・ゴーティエ：作家
- セシル・ウーセ：ピアニスト

### ゆかりある人物
- バルバラ：歌手
  - パリ17区生まれ。父がユダヤ系アルザス人のためナチス・ドイツによるフランス占領によりアンドル県、タルブ、イゼール県等を転々とした。ヌイイ＝シュル＝セーヌで死去。

- ジャン・ポーラン：言語学者、作家、文芸評論家。アカデミー・フランセーズ会員。
  - 第一次世界大戦中に特務曹長としてタルブのマダガスカル人連隊の通訳を務めた。代表作の文学言語論『タルブの花』はこの地名に因む。